# Deutsche Kontinenz Gesellschaft
Die Deutsche Kontinenz Gesellschaft (DKG) ist eine interdisziplinäre medizinisch-wissenschaftliche Fachgesellschaft mit dem Ziel der Förderung von Maßnahmen zur Prävention, Diagnostik, Behandlung und Versorgung der Harninkontinenz und Stuhlinkontinenz im gesamten deutschsprachigen Raum. Die Gesellschaft ist Mitglied der Arbeitsgemeinschaft der Wissenschaftlichen Medizinischen Fachgesellschaften (AWMF).

## Ziele
Die Vereinssatzung der DKG nennt unter anderem folgende Ziele:
- Förderung und Koordination von Forschung, Praxis und der Lehre in der interdisziplinären Behandlung der Inkontinenz,
- Organisation von Kongressen und Informationsveranstaltungen
- Öffentlichkeitsarbeit und Aufklärung über Inkontinenz

## Aktivitäten
- Zertifizierung von Kontinenz- und Beckenboden-Zentren
- Anerkennung von Beratungsstellen
- Ausrichtung eines Jahreskongresses und eines jährlichen Symposiums
- Fortbildungen für Ärzte, Pflegekräfte und Physiotherapeuten
- Aufklärung von Patienten durch Informationsbroschüren, Website, PR-Aktivitäten und Veranstaltungen zum Thema Inkontinenz.

## Veranstaltungen
Die DKG richtet Informations- und Fortbildungsveranstaltungen - insbesondere auch für nichtärztliche Gesundheitsberufe und Betroffene - , wissenschaftliche Symposien und eine Jahrestagung aus.

## Medizinische Leitlinien
Die Gesellschaft beteiligt sich am Leitlinienprogramm der AWMF als Partner in Leitlinien anderer Gesellschaften.

## Zertifizierung
Zur Qualitätsförderung der Versorgung Betroffener bietet die Gesellschaft in Kooperation mit anderen Organisationen zwei Zertifizierungsverfahren an, für
- Kontinenz- und Beckenbodenzentren: interdisziplinäre Einrichtungen, die sich schwerpunktmäßig mit Problemen der Harn- und Stuhlinkontinenz sowie funktionellen Störungen und Erkrankungen des Beckenbodens beschäftigen; und
- Zentren für Interstitielle Zystitis (IC) und Beckenbodenschmerz: interdisziplinäre Einrichtungen, die sich den Problemen des chronischen Blasenschmerzes und Harnröhrenschmerzes, des Beckenschmerzes und insbesondere der seltenen Erkrankung der Interstitiellen Zystitis (IC) widmen.[11]

## Geschichte
Die DKG wurde 1987 gegründet. Seit 2023 ist sie Mitglied der AWMF.